# أبو العقول
أبو العقول محمد بن أحمد (القرن الثامن الهجري / الرابع عشر ميلادي) هو رياضي وفلكي يمني.
خدم السلطان ابن يوسف ، وانشأ له زيج «المختار» ، وكان أبو العقول قد اعتمد في وضعه على زيج ابن يونس المصري.